# Frank De Vol
Frank Denny De Vol (* 20. September 1911 in Moundsville, West Virginia; † 27. Oktober 1999 in Lafayette, Kalifornien) war ein US-amerikanischer Bandleader, Arrangeur und Komponist, der sich vor allem durch sein Film- und Fernsehschaffen einen Namen gemacht hat.

## Leben
De Vol wurde mehrfach für den Oscar nominiert und ist am besten in Erinnerung geblieben als Komponist für Komödien mit einem gewissen „leichten Touch“. Meist wird er als Frank De Vol verzeichnet, manchmal aber auch Frank DeVol, Frank Devol oder Frank deVol sowie in späteren Jahren auch einfach De Vol oder DeVol.
Zu seinen bekanntesten Filmmusiken zählen etliche in den späten 1950er und 1960er Jahren entstandene Soundtracks, zum Beispiel für die Doris-Day-Filme Bettgeflüster (1959), Was diese Frau so alles treibt (1963) oder Spion in Spitzenhöschen (1966). Ferner entstanden in seiner langjährigen Zusammenarbeit mit dem Regisseur Robert Aldrich Filmmusiken zu Was geschah wirklich mit Baby Jane? (1962), Wiegenlied für eine Leiche (1964), Der Flug des Phoenix (1965) oder Das dreckige Dutzend (1967). Zu seinen weiteren herausragenden Werken können auch Cat Ballou – Hängen sollst du in Wyoming (1965) und Rat mal, wer zum Essen kommt (1967; der letzte Film mit Spencer Tracy) gezählt werden.
Daneben trat er auch als Schauspieler in Erscheinung, so als „Mr. Eaglewood“ in Die Vermählung ihrer Eltern geben bekannt (1961) oder als „Klavierspieler“ in Ein Rabbi im Wilden Westen (1979).

## Filmografie (Auswahl)

### Filme
- 1955: Rattennest (Kiss Me Deadly)
- 1955: Hollywood-Story (The Big Knive)
- 1956: Ardennen 1944 (Attack)
- 1959: Bettgeflüster (Pillow Talk)
- 1960: Unterwelt (Murder, Inc.)
- 1961: Ein Pyjama für zwei (Lover Come Back)
- 1961: Die Vermählung ihrer Eltern geben bekannt (The Parent Trap)
- 1962: Was geschah wirklich mit Baby Jane? (What Ever Happened to Baby Jane?)
- 1962: Sexy! (Boys’ Night Out)
- 1963: MacLintock
- 1963: Getrennte Betten (The Wheeler Dealers)
- 1963: Was diese Frau so alles treibt (The Thrill of It All)
- 1964: Leih mir deinen Mann (Good Neighbor Sam)
- 1964: Wiegenlied für eine Leiche (Hush … Hush, Sweet Charlotte)
- 1964: Schick mir keine Blumen (Send Me No Flowers)
- 1965: Der Flug des Phoenix (The Flight of the Phoenix)
- 1965: Cat Ballou – Hängen sollst du in Wyoming (Cat Ballou)
- 1966: Spion in Spitzenhöschen (The Glass Bottom Boat)
- 1967: Rat mal, wer zum Essen kommt (Guess Who’s Coming to Dinner)
- 1967: Ein Froschmann an der Angel (The Big Mouth)
- 1967: Das dreckige Dutzend (The Dirty Dozen)
- 1967: Caprice
- 1967: Das Teufelsweib von Texas (The Ballad of Josie)
- 1968: Große Lüge Lylah Clare (The Legend of Lylah Clare)
- 1969: Krakatoa – Das größte Abenteuer des letzten Jahrhunderts (Krakatoa, East of Java)
- 1972: Keine Gnade für Ulzana (Ulzana’s Raid)
- 1974: Die härteste Meile (The Longest Yard)
- 1975: Doc Savage – Der Mann aus Bronze (Doc Savage: The Man of Bronze)
- 1975: Straßen der Nacht (Hustle)
- 1979: Ein Rabbi im Wilden Westen (The Frisco Kid)
- 1980: Herbie dreht durch (Herbie Goes Bananas)
- 1981: Kesse Bienen auf der Matte (…All the Marbles)

### Serien
- 1960–1972: Meine drei Söhne (My Three Sons)
- 1966–1971: Lieber Onkel Bill (Family Affair)
- 1969–1974: Drei Mädchen und drei Jungen (The Brady Bunch)